# Zimány
Zimány là một thị trấn thuộc hạt Somogy, Hungary. Thị trấn này có diện tích 12,97 km², dân số năm 2010 là 605 người, mật độ 47 người/km².